# Barton Highway
De Barton Highway (officiële benaming: National Highway 25) is een korte autoweg in New South Wales en het Australisch Hoofdstedelijk Territorium. De Barton Highway verbindt Canberra met de Hume Highway nabij Yass in New South Wales en maakt deel uit van de Melbourne-Canberra route. De weg is genoemd naar Edmund Barton, de eerste premier van Australië.
Nabij Yass ligt er een knooppunt met de Hume Highway, die om Yass heen gaat. Het oude gedeelte van de Hume Highway dat nu gepasseerd wordt heet tegenwoordig de Yass Valley Way. De Barton Highway loopt door landbouwgebieden en langs het stadje Murrumbateman. Met het steeds toenemende verkeer tussen Canberra en Yass ligt het in de planning om de weg op te waarderen tot een vierbaansweg.